# الربيب (سلسلة)
الربيب هي سلسلة فكاهية مغربية من إنتاج قناة دوزيم سنة 2004 ، عرضت في شهر رمضان. من بطولة سعيد الناصري وعبد القادر مطاع ونعيمة إلياس و فاتن اليوسفي ومصطفى العطرسي و حمادي عمور ومحمد عزام أبو العز وغيرهم.
في إطار كوميدي إجتماعي ،تدور الأحداث في إطار متصل منفصل من خلال مجموعة من القصص الكوميدية حول العائلة و الإنتخابات و الزواج و المشاريع و العديد من القضايا التي تناقش بشكل ساخر

## روابط خارجية
- الربيب  على موقع السينما.كوم